# Bluff River (vattendrag i Australien, Tasmanien, lat -42,61, long 147,71)
Bluff River är ett vattendrag i Australien. Det ligger i delstaten Tasmanien, i den sydöstra delen av landet, omkring 44 kilometer nordost om delstatshuvudstaden Hobart.
I omgivningarna runt Bluff River växer huvudsakligen savannskog. Trakten runt Bluff River är nära nog obefolkad, med mindre än två invånare per kvadratkilometer. Genomsnittlig årsnederbörd är 619 millimeter. Den regnigaste månaden är november, med i genomsnitt 79 mm nederbörd, och den torraste är augusti, med 37 mm nederbörd.